# Новосёлки (Татарстан)
Новосёлки — село в Буинском районе Татарстана. Входит в состав Чувашско-Кищаковского сельского поселения.

## География
Находится в юго-западной части Татарстана на расстоянии приблизительно 24 км на юг-юго-запад по прямой от районного центра города Буинск.

## История
Основано в начале XIX века. В начале XX века здесь действовала церковь.

## Население
Постоянных жителей насчитывалось: в 1859 г. — 188, в 1880 — 301, в 1897 — 450, в 1913 — 529, в 1920 — 527, в 1926 — 635, в 1938 — 507, в 1949 — 345, в 1958 — 309, в 1970 — 261, в 1979 — 196, в 1989 — 115. Постоянное население составляло 129 человек (чуваши 95 %) в 2002 году, 97 — в 2010.